# Albert Coates
Albert Coates (Sant Petersburg, 23 d'abril de 1882 – Milnerton prop de Ciutat del Cap, Sud-àfrica, 11 de desembre de 1953) fou un director d'orquestra i compositor anglo-rus.
Coates va néixer a Sant Petersburg, fou el més jove de 7 germans, sent el seu pare anglès i la seva mare russa. Marxà a Anglaterra per llur educació general, inscrit en les classes de ciències en la Universitat de Liverpool, i estudià orgue amb un germà més gran que vivia allà en aquell moment. El 1902 entrà en el Conservatori de Leipzig, estudiant violoncel amb Julius Klengel, i piano amb Teichmüller. Eventualment, se sentí molt influenciat per les classes realitzades amb Nikisch, li'n servi d'aprenentatge, contractat com a répétiteur a l'Òpera de Leipzig, hi debutà com a director amb Els Comtes d'Hoffmann d'Offenbach el 1904.
El 1905 (o 1906) Albert Coates fou nomenat (amb la recomanació de Nikisch), cap d'orquestra del Teatre de l'Òpera a Elberfeld, càrrec en el qual actuà fins al 1907-1908. De 1907 a 1909 fou assistent conjunt amb Schuch de Tribunal de l'orquestra de l'Òpera de Dresden i, a continuació, a Mannheim (1909-1910, amb Bodanzky). Una invitació per produir Sigfrid a Sant Petersburg anomenà Coates director d'orquestra del Teatre Marinsky (Òpera Imperial) durant cinc anys. Dirigí moltes òperes russes, i aquest lloc també el posà en estret contacte amb els principals músics de Rússia, en particular, Skriabin, la qual música defensà.
Després de la revolució de Rússia, l'abril de 1919 fugí del país, anant a Londres, on abans, el 1914 ja havia realitzat el seu debut en el Royal Opera House al Covent Garden, amb l'obra de Richard Wagner, Tristany i Isolda. Dinàmic en la seva direcció, tingué èxit sobretot amb la música russa, presentant en audicions peces de Ralph Vaughan Williams, Arnold Bax i Alexander Scriabin, i sobretot és recordat per ser el primer director a completar pel públic de Londres la Simfonia dels Planetes d'en Gustav Holst. De 1919 a 1921 fou director de l'Orquesta Simfònica de Londres.
El 1920 feu el seu debut a Amèrica com a director convidat de l'Orquestra Simfònica de Nova York. Durant 1923-1925, dirigí la realització de classes en l'Eastman School of Music a Rochester, Nova York i també amb la Filharmònica de Rochester, i aparegué com a director convidat amb altres orquestres d'Amèrica.
Després d'una temporada dels compromisos inclosos en l'Òpera Estatal de Berlín (1931) i concerts amb la Wiener Philarmoniker (1935). El 1938 dirigí per última vegada en al Covent Garden. El 1946 s'establí a Sud-àfrica, on dirigí l'Orquestra Simfònica de Johannesburg i ensenyà en la Universitat de Sud-àfrica a Ciutat del Cap.
Albert Coates és un dels més destacats directors de la seva gernació, es destacà en el repertori romàntic, líric i simfònic, en particular la realització d'actuacions memorables de la música russa i la música de Wagner.
Va ser un prolífic compositor, però les seves obres tenen poques execucions. Va escriure dues òperes: Samuel Pepys, produïda a Múnic el 1929 i, Pickwick, posades en escena el 1936 al Covent Garden com la principal novetat de la temporada en el Music Theater Opera Company, en la qual en va ser amb associació amb Vladimir Rosing el principal responsable, i que fou un fracàs econòmic. Malgrat no tenir èxit en el teatre, Pickwick va tenir la distinció de ser la primera òpera transmesa per la TV. Diverses escenes d'aquesta s'inclourien en la BBC del servei de recent obertura el novembre de 1936, davant la seva primera etapa.